# Relations entre l'Azerbaïdjan et la France
 (juillet 2022).
L'article doit être relu — et modifié si nécessaire — par des contributeurs indépendants pour apporter un regard critique aux contributions effectuées en violation des conditions d'utilisation de Wikipédia, tant sur la forme (notamment concernant le style encyclopédique, la proportionnalité) que sur le fond (la neutralité de point de vue, la qualité et l'indépendance des sources).
Les relations entre l'Azerbaïdjan et la France sont relativement anciennes, mais se développent significativement  à partir du XXe siècle. Alors que l’Azerbaïdjan proclame son indépendance le 31 août 1991, la France est le deuxième pays à la reconnaître, le 31 décembre 1991. Moins d’un an plus tard, en 1992, l’hexagone y ouvre une ambassade à Bakou, la capitale. Depuis, les deux pays se rapprochent économiquement culturellement et politiquement. Le président azerbaïdjanais Ilham Aliyev choisit la France comme destination de sa première visite officielle à l’étranger en janvier 2004. Une visite qui sera suivie de nombreuses autres.
La France est coprésidente du Groupe de Minsk de l’OSCE, pour une solution pacifique au conflit qui oppose l’Azerbaïdjan et l’Arménie, le conflit du Haut-Karabagh. Elle joue également un rôle majeur dans les collaborations entre l’Union européenne et l’Azerbaïdjan, ceci dans le cadre de la politique européenne de voisinage.

## Histoire

### Prélude
Les premières relations commerciales entre la France et l’Azerbaïdjan datent de la dynastie des Abbassides, aux IXe et Xe siècles, la route de la soie passant par l’Azerbaïdjan. Les échanges se développent peu jusqu’en 1708, année du premier accord de commerce entre l’État séfévide et la France. Culturellement, des écrivains comme Alexandre Dumas et George Sand permettent aux Français de leur époque de mieux connaître la culture persane et azerbaïdjanaise via les récits de leurs voyages et leurs traductions de poèmes azerbaïdjanais. Il faudra finalement attendre le XXe siècle pour voir les relations franco-azerbaïdjanaises évoluer significativement.

### XXesiècle
C’est durant la période de l’accréditation officielle, de mai 1919 à avril 1920, que les relations franco-azerbaïdjanaises commencent à s’officialiser. Le 9 août 1919, un comité France-Caucase est enregistré par la préfecture de Paris afin d’aider au développement de liens économiques entre la France et l’Azerbaïdjan, ainsi que la Géorgie. Trois livres, une carte géographique de l’Azerbaïdjan, des articles de journaux et 12 bulletins d’informations seront publiés durant cette période. À partir de 1926, la revue Azerbaïdjan est imprimée et publiée à Paris par le parti Moussavat.
Avec la soviétisation de l’Azerbaïdjan dans les années qui suivent, les relations entre la France et l’Azerbaïdjan deviennent des relations franco-soviétiques qui comprennent l’ensemble des pays soviétiques.
Lors de la chute de l’URSS en 1991, l’Azerbaïdjan déclare son indépendance le 31 août. La France est alors le deuxième pays à reconnaître l’indépendance du pays, le 31 décembre de la même année. L’Hexagone affiche quelques jours plus tard son intention de créer des relations diplomatiques avec le pays du Caucase et ouvre une ambassade dans sa capitale, Bakou, le 19 mars 1992. Après l’ambassadeur de Turquie, Jean Perrin, ambassadeur français, est alors le deuxième diplomate étranger à s’occuper d’une ambassade en Azerbaïdjan.
La même année, la France envoie une délégation présidée par Bernard Kouchner, alors secrétaire d’État aux questions humanitaires, dans le pays. Elle ne restera que jusqu’à la fin de l’année 1993, du fait des pressions exercées par la diaspora arménienne sur la classe politique française. L’instauration de relations plus profondes entre la France et l’Azerbaïdjan est en effet mise en difficulté par le conflit du Haut-Karabagh. La France ne souhaite pas risquer de dégrader ses relations avec l’Arménie tandis que l’Azerbaïdjan craint de voir la diaspora arménienne en France influer sur la résolution du conflit qui l’oppose au pays.

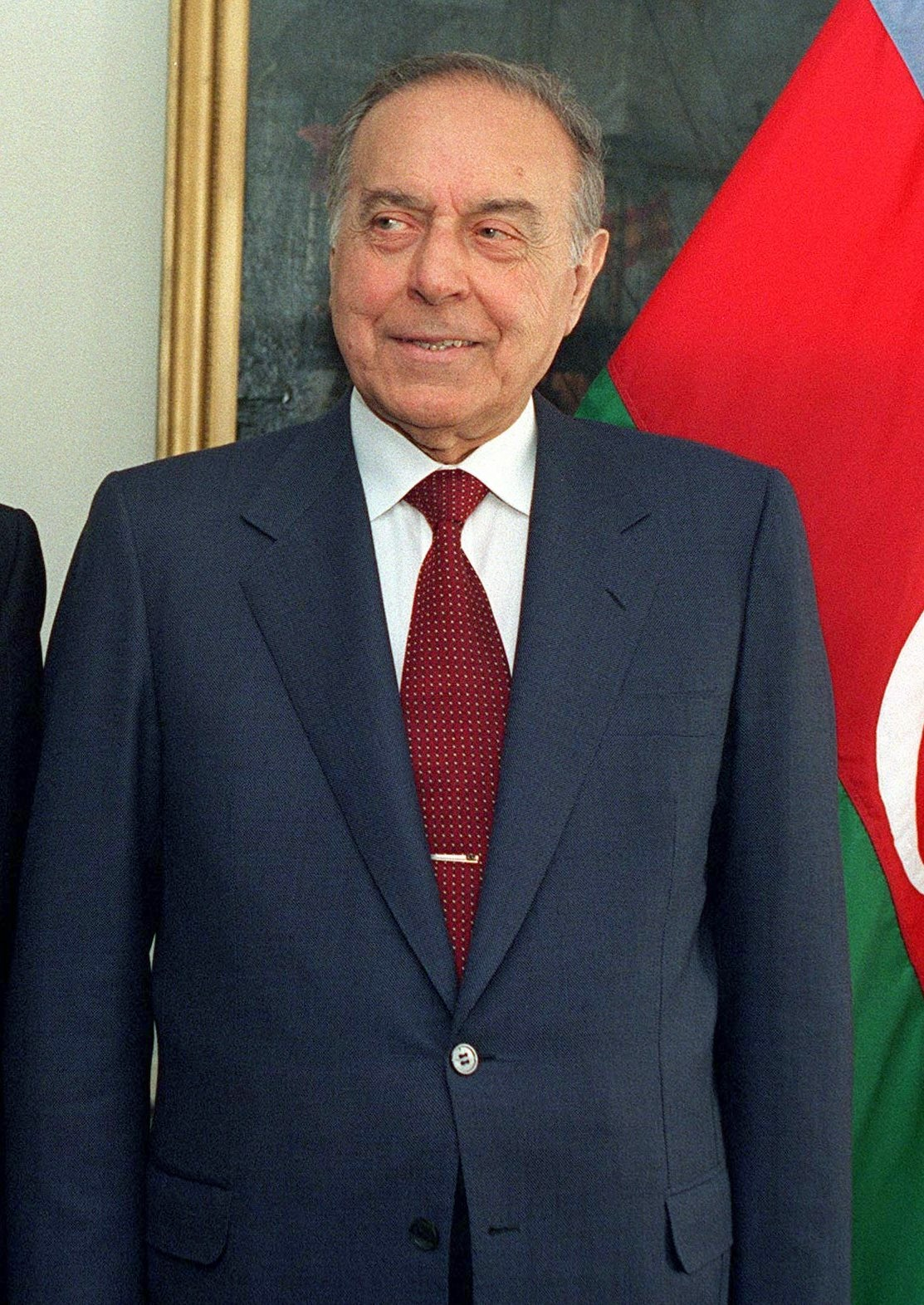
Heydar Aliyev en 1997

L’élection de Heydar Aliyev à la tête de la République d'Azerbaïdjan en octobre 1993 accélère le rapprochement entre les deux pays, Heydar Aliyev étant désireux d’ouvrir son pays à la communauté internationale. Il choisit la France comme destination pour son premier voyage officiel à l’étranger en décembre 1993 et rencontre le président de la République français, François Mitterrand. L’accélération de ce rapprochement se traduit par la signature conjointe du Traité d’amitié, d’entente et de coopération entre la France et l’Azerbaïdjan le 20 décembre 1993 ainsi que l’ouverture de l’ambassade d’Azerbaïdjan à Paris fin 1994.
Le 11 octobre 1996, le ministre français des Affaires étrangères, Hervé de Charette, se rend en Azerbaïdjan et discute avec le président azerbaïdjanais de la résolution du conflit du Haut-Karabagh. Il déclare que la France participera et apportera son soutien à une pacification. Du 13 au 15 janvier 1997, les relations entre les deux pays évoluent alors que le président français Jacques Chirac invite le président azerbaïdjanais en France. Les entreprises françaises sont alors nombreuses à investir dans l’industrie pétrolière de l’Azerbaïdjan.
Les relations politiques et économiques entre la France et l’Azerbaïdjan s’intensifient dans les années qui suivent[évasif].

### XXIesiècle
En 2001, l’Azerbaïdjan marque son rapprochement européen et devient membre du Conseil de l'Europe le 25 janvier. Les 19 et 20 novembre 2007, alors que l’Azerbaïdjan connaît un des taux de croissance les plus élevés au monde, de l’ordre de 35 %, le président de la République azerbaïdjanaise Ilham Aliyev, effectue une visite en France et s’entretient avec le président français de l’époque, Nicolas Sarkozy, qui envisage de renforcer la présence de la France en Azerbaïdjan sur le plan économique.
Le 16 juin 2011, le ministre français chargé de la Coopération, Henri de Raincourt, visite l’Azerbaïdjan dans le cadre d’une tournée du Caucase. Il s’entretient avec le Premier ministre azerbaïdjanais, Artour Rasizade et affirme son soutien au projet de construction d’une école française à Bakou. Il sera suivi quelques semaines plus tard, le 6 juillet 2011, par Alain Juppé, alors ministre des Affaires étrangères et européennes. Les 6 et 7 octobre de la même année, le président français de la République, Nicolas Sarkozy, effectue une visite d’État en république d’Azerbaïdjan.

Entrée du Pavillon des Arts de l'Islam du musée du Louvre.

L’Azerbaïdjan apporte son soutien à la construction du Département des arts de l'Islam du musée du Louvre en 2012. Le président azerbaïdjanais fera d’ailleurs le déplacement jusqu’en France pour son inauguration. Du 6 au 9 décembre 2012, le directeur d’Europe continentale du ministère français des Affaires étrangères, Éric Fournier, effectue plusieurs entretiens officiels à Bakou, notamment avec le ministre des Affaires étrangères Elmar Mammadyarov, afin d’aborder les relations économiques entre les deux pays.
Celles-ci sont décrites comme étant « en forte croissance » par Laurent Fabius en juillet 2012. Ce dernier rencontre son homologue azerbaïdjanais, Elmar Mammadyarov, le 23 juillet 2013 afin de développer de nouveaux échanges économiques et discuter de la résolution du conflit Haut-Karabagh.
Un peu plus tôt dans l’année, le 25 février 2013, le ministre azerbaïdjanais de l’Agriculture, Ismat Abasov, s’est rendu dans l’Orne, en France, afin de visiter les fromageries Richemonts, le Haras national du Pin et l’entreprise IMV à l’Aigle. Cette ville est d’ailleurs devenue quelques semaines plus tard la première ville de France jumelée avec une ville de l’Azerbaïdjan. À l’issue de cette rencontre, l’homme politique azerbaïdjanais s’est dit intéressé par l’achat de 1000 à 2000 vaches normandes.
Les 23, 24 et 25 janvier 2014, la réunion du groupe de Minsk pour la résolution du conflit sur le Haut-Karabagh, dont la France est co-présidente, se tient à Paris, en présence des ministres des Affaires étrangères arménien et azerbaïdjanais, Edward Nalbandian et Elmar Mammadyarov.
Pour sa tournée du Caucase en mai 2014, le président français François Hollande choisit l'Azerbaïdjan comme première étape. Il y rencontre son homologue azerbaïdjanais et participe, accompagné de plusieurs chefs d'entreprises français, au Forum économique de Bakou.

## Tensions diplomatiques depuis 2023

### Propagande anti-française
En juillet 2023, une campagne numérique de manipulation de l'information, plus particulièrement sur les réseaux sociaux, vise à nuire à la réputation et l'image de la France dans le monde. De nombreux messages mettent en doute la capacité de la France à pouvoir organiser les Jeux olympiques d'été de 2024 à Paris et appellent au boycott de cet évènement. De plus, des visuels sont partagés « massivement » avec notamment une vidéo devenue « virale ». Cette opération baptisée Olympia est détectée par le service français chargé de la lutte contre les ingérences numériques étrangères, Viginum. Un rapport de Viginum décrit les modes opératoires et identifie la source. Sur le réseau X, la campagne d'appel au boycott des Jeux provient de « un compte X primo-diffuseur, dont l’identité déclarée correspond à celle d’un membre du Parti du nouvel Azerbaïdjan » qui est le parti au pouvoir. Plusieurs milliers de faux comptes et faux sites créés pour l'occasion relaient ces messages ainsi que ceux de vrais utilisateurs utilisant les hashtag « #PARIS2024 » et « #BOYCOTTPARIS2024 ». Enfin, la campagne reprend les images des émeutes consécutives à la mort de Nahel Merzouk et les instrumentalise pour appuyer son message. L'Azerbaïdjan reprend ainsi les techniques de propagande numérique se basant sur des usines à trolls, également utilisées par la Russie et la Chine.
À l'automne 2023, une campagne de dénigrement faisant croire à la prolifération des punaises de lit dans la capitale française est également l'œuvre de l'Azerbaïdjan avec l'aide de la Russie. L'information est reprise sans discernement par les médias français, créant un début de psychose. Même le gouvernement panique, le ministre des Transports Clément Beaune promettant des actions rapides alors que le chef du groupe parlementaire Renaissance à l'Assemblée nationale, Sylvain Maillard, annonce une proposition de loi avant la fin de l'année. Les médias internationaux s'adonnent au French bashing, à moins d'un an de l'ouverture des Jeux olympiques,. L'Algérie, avec laquelle la France a également des relations tendues, annonce des « mesures préventives » pour les voyageurs. En 2025, Céline Berthon, directrice générale de la Sécurité intérieure (DGSI), confirme que « il y a eu manipulation ou amplification de l'information » concernant la psychose des punaises de lit, ce qui constitue un cas d'attaque contre la France par ingérence et déstabilisation.

### Groupe d'initiative de Bakou
En juillet 2023, la conférence du mouvement des pays non-alignés se déroule à Bakou. À l'occasion de cette réunion est créé le Groupe d'initiative de Bakou, une structure au sein de laquelle se réunissent des indépendantistes de régions et de territoires français dénonçant ce qu'ils estiment être une « politique colonialiste » de la part de la France. Les revendications de cette structure sont promues par l'Azerbaïdjan dans le cadre d'une stratégie d'offensive visant la France Ce groupe, comprenant des participants de divers territoires français en quête d'indépendance, vise à soutenir les mouvements anticoloniaux contre la France.
En mai 2024, la France accuse l'Azerbaïdjan, ainsi que la Chine et la Russie, de s'ingérer dans les affaires intérieures de Nouvelle-Calédonie, en soutenant des mouvements indépendantistes et en diffusant de la désinformation. Le gouvernement français souligne ainsi l'apparition de drapeaux azerbaïdjanais lors des manifestations indépendantistes kanakes et le soutien apporté aux séparatistes par des groupes liés à Bakou. Des médias azerbaïdjanais montrent des militants kanaks brandissant des portraits d’Ilham Aliev et des tee-shirts aux couleurs de l'Azerbaïdjan. Le journal d'État Respublika titre « La France doit des excuses à l'humanité » ou écrit encore que « les Français provoquent des bains de sang partout où ils posent le pied ». Des comptes sociaux pro-azerbaïdjanais sont associés à la diffusion de contenus trompeurs concernant les actions de la police française en Nouvelle-Calédonie. D'après les autorités françaises, il s'agit d'une opération « massive et coordonnée » opérée par des acteurs azerbaïdjanais. L'Azerbaïdjan nie toute implication.
Selon l'universitaire Bertrand Venard, la Russie utilise l’Azerbaïdjan « comme un levier pour affaiblir un pays occidental considéré comme hostile, tout en poursuivant ses propres intérêts géopolitiques. » L'Azerbaïdjan diffuse ainsi une image de la France pays « néocolonial » et « islamophobe ». Selon Le Figaro, le gouvernement azerbaïdjanais multiplie « les opérations de manipulation de l’information pour décrédibiliser l'image de Paris » pour servir ses propres intérêts, principalement en raison du soutien de la France aux Arméniens dans la seconde guerrre du Haut-karabagh. Selon le journaliste Jacques Follorou, spécialiste des questions d'espionnage et de géopolitique, l'Azerbaïdjan reprend des « techniques d’ingérence et de désinformation du KGB (soviétique) et du régime russe d’aujourd’hui ».
En décembre 2023, après l'arrestation du Français Martin Ryan pour espionnage, les relations diplomatiques entre les deux pays se tendent. Début janvier 2024, l'Azerbaïdjan appelle la France à cesser toute « ingérence » dans ses affaires internes. Le président azerbaïdjanais Ilham Aliyev reproche ouvertement à la France de soutenir l'Arménie dans le conflit du Haut-Karabagh. Le même mois, l'Azerbaïdjan expulse deux diplomates français, ce à quoi la France répond en expulsant deux diplomates azerbaïdjanais par mesure de réciprocité,,. Lors de l'élection présidentielle azerbaïdjanaise de février 2024, aucun représentant français n'est parmi les observateurs électoraux internationaux,.

### COP 29
Le 16 décembre 2023, huit élus français de tous bords publient une tribune considérant l'organisation de la COP 29 à Bakou comme une « honte » et un « déshonneur » pour les démocraties occidentales, y voyant une tentative du régime pour « se blanchir de ses agressions et de ses atteintes au pluralisme et aux droits de l'homme ». Ils demandent à ce qu'un autre lieu soit trouvé pour accueillir la COP. Le 20 mars, Anne Hidalgo annonce qu'elle n'ira pas à la COP 29, malgré « son engagement écologique » et ce pour dénoncer le nettoyage ethnique des Arméniens du Haut-Karabagh. Le 19 mai 2024, Xavier Bertrand réitère son appel au boycott de la COP 29 qui doit se tenir en novembre 2024.

### Assassinat politique en France
Le régime azerbaïdjanais est soupçonné d’être derrière l'assassinat, survenu le 1er octobre 2024 à Mulhouse, d'un opposant politique réfugié en France. En 2021, un autre opposant avait été la cible d'une tentative d'assassinat à Nantes, ainsi qu'un autre à Strasbourg. D'autres encore ont été assassinés ailleurs en Europe,.

## Relations commerciales
Du fait principalement de ses grandes réserves en hydrocarbures, le pays produit en 2013 plus de 30 millions m3 de gaz et 1 million de barils de pétrole par jour, l’Azerbaïdjan est le pays du Caucase qui développe les plus fortes relations économiques avec la France. En 2000, la France figure parmi les principaux partenaires commerciaux de l’Azerbaïdjan, après l’Italie, la Russie, Israël et la Turquie, avec 5,5 % d’export.
Depuis 2005, les échanges commerciaux entre les deux pays, excédentaires pour l’Azerbaïdjan, s’intensifient chaque année. De 494 millions d’euros en 2005, ils sont passés à 1,8 milliard d’euros en 2008 et 3,2 milliards d’euros en 2011. Des pics des importations françaises qui s’expliquent par la perte des approvisionnements libyens en hydrocarbure pour l’hexagone. Le pétrole et le gaz constituent en effet 99,9 % des importations de l’Azerbaïdjan à la France. En 2012, l’hexagone diminue significativement sa demande en hydrocarbure et les exportations azerbaïdjanaises retombent à 1,9 milliard d’euros. Alors second partenaire commercial du pays en 2011, la France se retrouve à la 5e place et importe seulement 1,76 milliard d’euros de produits azerbaïdjanais.
En parallèle, l’Azerbaïdjan importe relativement peu de produits français en 2008, avec 150 millions d’euros d’importations. La France devient cependant le 10e pays fournisseur de l’Azerbaïdjan en 2012, avec 164,9 millions d’euros. Si les importations azerbaïdjanaises sont moindres comparées aux françaises, elles sont plus diversifiées. Les biens d’équipements comme les produits informatiques et électroniques ou les machines agricoles représentent 50,6 % des importations tandis que 38,7 % sont des produits industriels (produits chimiques, cosmétiques et métalliques). La banque, les télécommunications, les biens de consommation ou encore l’environnement sont des secteurs dans lesquels la France se positionne relativement efficacement.
Les contrats entre les entreprises françaises et azerbaïdjanaises se multiplient à partir de 2008. Le 15 décembre de cette année, un contrat de 346 millions d’euros est signé par la CNIM (Constructions industrielles de la Méditerranée) pour la construction d’un incinérateur d’ordures à Bakou. C’est le plus gros contrat signé par une entreprise française en Azerbaïdjan. L’usine est inaugurée en décembre 2012 et sa gestion sur vingt ans coûte 350 millions d’euros à la CNIM.

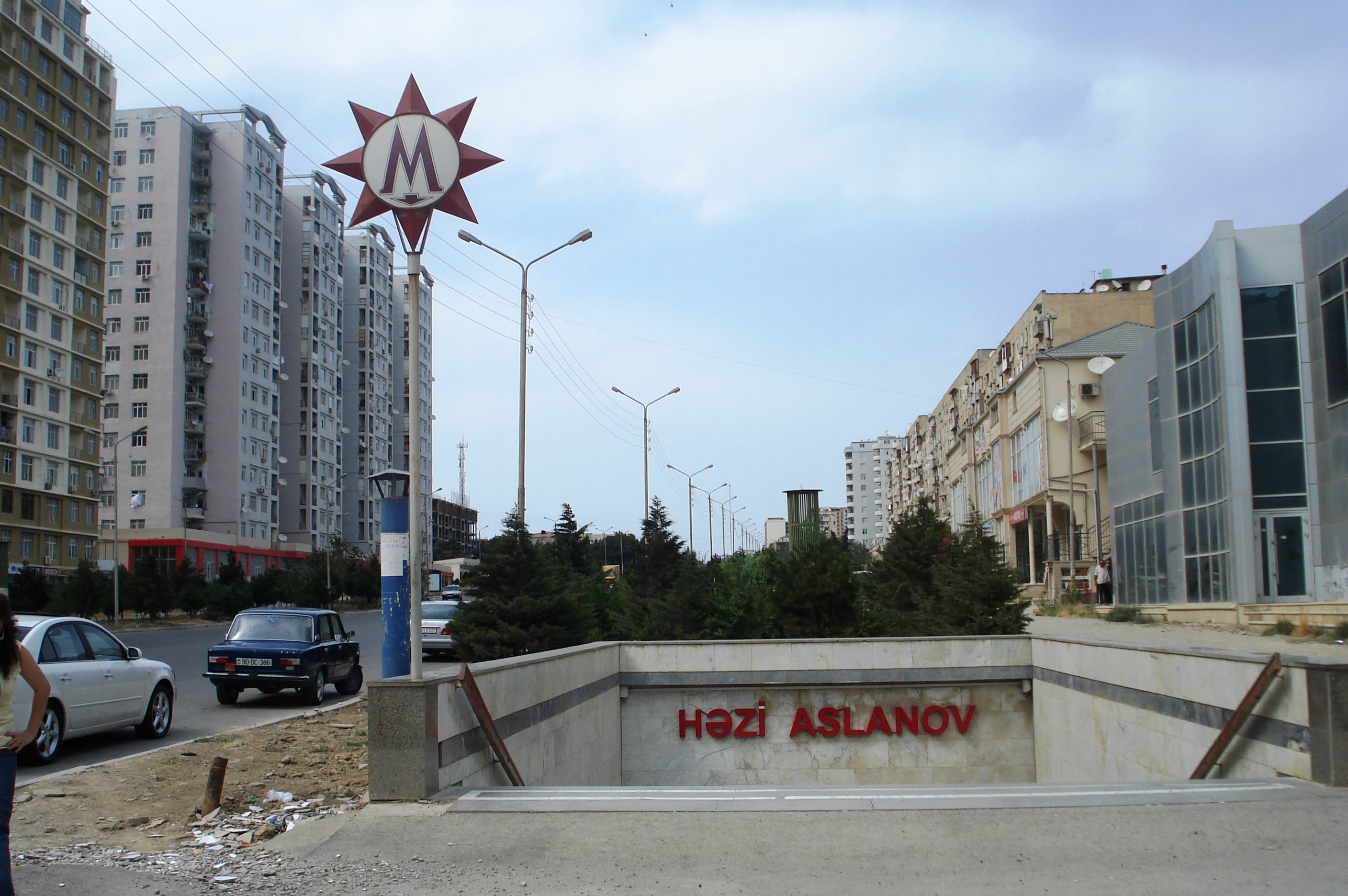
Le métro de Bakou

C’est le début d’une succession de collaborations, particulièrement dans le secteur pétrolier et parapétrolier avec Total. L’entreprise française détient 5 % de l’Oléoduc Bakou-Tbilissi-Ceyhan et 10 % du gazoduc SCP depuis plusieurs années. Le 27 février 2009, Total décide de renforcer ses liens commerciaux avec l’Azerbaïdjan et signe avec la compagnie nationale SOCAR un PSA (Production Sharing Agreements) pour le bloc d’Abşeron dont 40 % lui appartiennent. GDF Suez investira elle aussi dans ce consortium à hauteur de 20 %. La même année, en mai, l’entreprise Systra, filiale de la SNCF et de la RATP, investit 5,85 millions d’euros pour une étude de faisabilité de l’extension d’un métro dans la capitale azerbaïdjanaise, Bakou.
Le premier satellite de télécommunications azerbaïdjanais est le fruit de la collaboration d’entreprises azerbaïdjanaises et d’Arianespace, qui a signé un contrat de 93 millions de dollars US pour son développement, le 5 novembre 2010. Le satellite est mis en orbite depuis Kourou le 7 février 2013.
En octobre 2010, la compagnie d’assurance azerbaïdjanaise Mbask, déjà en partie détenue par la Banque européenne pour la reconstruction et le développement (BERD), est rachetée à 51 % par Axa. Un contrat de 40 millions d’euros financé par la Banque mondiale est remporté par la SADE (Société Auxiliaire des Distributions d’Eau) en février 2011. La Société s’occupe alors de la pose de canalisations et de la fourniture de stations de pompage et d’épuration dans les villes de Siyezen et Shabran, dans le nord-est du pays.
Les échanges commerciaux agricoles et agro-alimentaires commencent quant à eux se développer après la signature du Mémorandum d'entente. Plusieurs missions commerciales sont programmées en 2013, notamment avec la Normandie et l’Orne. La ministre française du Commerce extérieur, Nicole Bricq, se rend à Bakou les 25 et 26 novembre 2013. Accompagnée d’une vingtaine d’entreprises, elle y affirme le désir de la France d’opérer une seconde collaboration avec l’Azerbaïdjan dans le domaine spatial. Des entreprises comme Lactalis et Danone ont signé un accord de coentreprise avec Atropatena, entreprise azerbaïdjanaise. Elle déclare que l’objectif de cette visite est de « diversifier et rééquilibrer nos échanges et nos exportations qui s’élevaient à 164 millions d’euros en 2012 ».
Nicole Bricq, ainsi que Fleur Pellerin, Secrétaire d’État chargée du Commerce extérieur, accompagnent également François Hollande lors de sa tournée du Caucase les 10, 11 et 12 mai 2014. Ils assistent, accompagnés de plusieurs autres chefs d'entreprises français et azerbaïdjanais au Forum économique de Bakou lors duquel plusieurs contrats sont à l'ordre du jour, tournant principalement autour du pétrole, mais aussi des transports. La construction du métro de Bakou revient dans la discussion tandis qu'Alstom doit livrer 50 locomotives de fret à la capitale.
L’organisation des Jeux olympiques paneuropéens qui se tiendront en 2015 en Azerbaïdjan est également l’occasion pour les deux pays d’échanger dans le domaine des loisirs et de la sécurité civile. Une Commission franco-azerbaïdjanaise sur la coopération économique se tient tous les deux ans afin de stimuler les relations économiques bilatérales.

## Échanges culturels et scientifiques
Chaque année, le service de coopération et d’action culturelle de l’Ambassade de France en Azerbaïdjan alloue un budget pour cette coopération. En 2012, il représente 385 063 euros et finance en premier lieu les projets bilatéraux universitaires.
La coopération universitaire est en effet un axe important de la coopération culturelle franco-azerbaïdjanaise. La langue française est très présente dans les administrations du pays du Caucase et les universités qui l’enseignent sont nombreuses. En 2012-2013, le gouvernement français attribue 22 bourses, 14 en 2013-2014, à des étudiants azerbaïdjanais désireux d’apprendre le français. Six universités azerbaïdjanaises proposent des diplômes de Français Langue Étrangère : l’Université des Langues, l’Université d’État, l’Université slave, l’Université de Gandja, Filière de Bakou de l’Université Lomonossov et l’Université de Nakhtchivan. Les universités françaises comme celles de Strasbourg ou l’Institut universitaire de formation des maîtres (IUFM) de Versailles tente de favoriser le fonctionnement de ces programmes en aidant à la formation des professeurs ou à la mise en place de départements de traduction. L’Azerbaïdjan investit de son côté dans le sport français et finance le Racing Club de Lens.
La coopération scientifique et de recherche entre la France et l’Azerbaïdjan se développe par le biais de l’antenne de l’Institut français d'études anatoliennes qui est implanté à Bakou depuis 2002.
Les années qui suivent sont marquées par des échanges culturels occupant une place importante dans la coopération bilatérale franco-azerbaïdjanaise. En 2011 et 2012 particulièrement, différentes manifestations ont été organisées en France pour promouvoir la culture azerbaïdjanaise. La Fondation Heydar Aliyev, l’une des plus importantes organisations laïques non gouvernementales d’Azerbaïdjan, a par exemple aidé au financement du projet de restauration des vitraux de l’église de Bellou-sur-Huisne. En 2012, elle investira 60 000 euros dans différents projets départementaux culturels français.

## Migrations bilatérales

### Français en Azerbaïdjan
Au 31 décembre 2011, 164 Français sont inscrits sur les registres consulaires en Azerbaïdjan. En 2013, ils sont 173.
Le 16 septembre 2013, le Lycée français de Bakou, dont la création est prévue dans un accord signé entre Nicolas Sarkozy et Ilham Aliyev en octobre 2011, ouvre ses portes. Lors de sa visite en Azerbaïdjan le 12 mai 2014, le président français François Hollande l’inaugure en compagnie de son homologue azerbaïdjanais. Les professeurs y suivent les programmes scolaires du Ministère français de l’Éducation nationale et les diplômes permettent une entrée dans n’importe quelle université française. Il est prévu que ce diplôme permette également aux Azerbaïdjanais suivant la formation d’obtenir un diplôme national.
L’association francophone la plus connue d’Azerbaïdjan est Bakou Francophones. Présidée par Mathilde Nguyen et constituée de français habitant dans la capitale, elle est créée en novembre 2012. Elle fournit des informations pratiques aux nouveaux arrivés et leur propose des activités.

### Azerbaïdjanais en France
La migration azerbaïdjanaise en France débute dès la fin du XIXe siècle et s’intensifie en 1920 alors que l’idéologie bolchevik s’installe dans le pays. Certains des pères fondateurs de la République azerbaïdjanaise qui suivra s’installent en France à cette époque pour y échapper. Le vieillissement de ces migrants et la soviétisation de l’Azerbaïdjan ont raison de cette migration durant une grande partie du XXe siècle et elle commence réellement à se développer dans les années 1990, alors que l’Azerbaïdjan prend son indépendance. 
La culture azerbaïdjanaise prend une place significative en France dès le XXe siècle. Depuis mars 1999, l’Institut national des langues et civilisations orientales (INALCO) propose une formation en azerbaïdjanais. Il faut cependant attendre le début du XXIe siècle pour voir la population azerbaïdjanaise se développer en France. Elle augmente chaque année à partir de 2001.